# یوسکترن
یوسکترن (باسکی: Euskotren) شرکت دولتی ترابری اسپانیایی است، که در سال ۱۹۸۲ تأسیس شد.